# Andy Flickinger
Andy Flickinger (Saint-Martin-d'Hères, 4 november 1978) is een Frans voormalig wielrenner, die beroeps was tussen 1998 en 2007. Na zijn actieve loopbaan werd hij ploegleider.

## Belangrijkste overwinningen
2002
- 2e etappe Parijs-Corrèze

2003
- Châteauroux - Classic de l'Indre
- GP Ouest France Plouay
- Bordeaux-Cauderan

2005
- 2e etappe deel A Omloop van de Sarthe

## Resultaten in voornaamste wedstrijden
| Jaar | Ronde van Italië | Ronde van Frankrijk | Ronde van Spanje |
| ---- | ---------------- | ------------------- | ---------------- |
| 1999 |                  |                     |                  |
| 2000 |                  |                     |                  |
| 2001 |                  |                     |                  |
| 2002 |                  | 103e                |                  |
| 2003 |                  | 39e                 |                  |
| 2004 |                  |                     | opgave           |
| 2005 |                  |                     |                  |
| 2006 | opgave           |                     |                  |
| 2007 |                  |                     |                  |

| Jaar | Milaan-San Remo | Gent-Wevelgem | Ronde van Vlaanderen | Parijs-Roubaix | Dwars door Vlaanderen | Parijs-Tours |  | WK op de weg |
| ---- | --------------- | ------------- | -------------------- | -------------- | --------------------- | ------------ |  | ------------ |
| 1999 |                 | 58e           |                      |                |                       | 63e          |  |              |
| 2000 |                 |               |                      | 70e            |                       | 35e          |  |              |
| 2001 |                 |               |                      |                |                       | 42e          |  |              |
| 2002 |                 |               |                      |                | 5e                    | 115e         |  |              |
| 2003 | 94e             | 19e           |                      | 35e            | 20e                   | 25e          |  | 110e         |
| 2004 | 136e            |               | 96e                  | 48e            | 29e                   |              |  |              |
| 2005 |                 |               |                      | 53e            |                       |              |  |              |
| 2006 | 43e             | 73e           | 50e                  | 38e            |                       |              |  |              |
| 2007 |                 |               |                      | 48e            |                       |              |  |              |